# Општина Блоке
Општина Блоке (словен. Bloke) је једна од општина Нотрањско-Крашке регије у држави Словенији. Седиште општине је насеље Нова Вас.

## Природне одлике
Рељеф: Општина Блоке налази се на југу државе. Доминира карстно тло. Већи део општине је у подручју Церкнишког поља (источни део поља).
Клима: У општини влада умерено континентална клима.
Воде: У општини постоји низ мањих река-понорница.

## Становништво
Општина Блоке је ретко насељена.

## Насеља општине
| - Андрејчје - Бенете - Бочково - Велике Блоке - Велики Врх - Волчје - Глина - Годичево - Градишко | - Закрај - Залес - Заврх - Јершаново - Крампље - Лахово - Лепи Врх - Ловраново - Мални | - Метуље - Мраморово при Лужарјих - Мраморово при Пајковем - Немшка Вас на Блоках - Нова Вас - Ограда - Полшече - Радлек - Равне на Блоках | - Равник - Рожанче - Рунарско - Слеме - Стрмца - Студенец на Блоках - Студено на Блоках - Света Тројица - Свети Дух | - Шторово - Топол - Улака - Фара - Хитено - Хрибарјево - Худи Врх - Шкрабче - Шкуфче |  |